# Флиге, Герман Карлович
Герман Карлович Флиге (нем. Hermann Fliege; 9 сентября 1829, Штендаль — 8 ноября 1907, Санкт-Петербург) — немецкий и российский дирижёр и композитор.
Учился у своего отца-органиста, затем у Карла Фридриха Рунгенхагена и Эдуарда Грелля в Берлинской певческой академии. В 1848—1878 гг. стоял во главе организованного им паркового оркестра, концертировавшего также в других немецких городах, а в летние сезоны 1870—1875 и 1878—1879 гг. — в петербургских Демидовом саду и Озерках.
С 1882 года и до конца жизни состоял капельмейстером Санкт-Петербургского Придворного хора, ставшего основой будущего Симфонического оркестра Санкт-Петербургской филармонии; дирижировал также в некоторых придворных музыкальных кружках.
Издано множество его композиций и переложений, относящихся к жанру лёгкой музыки. Особой популярностью пользовалась «Китайская серенада» Флиге (1880), послужившая одним из основных источников бума музыкальной ориенталистики в США конца XIX века.
Умер 25 октября (7 ноября) 1907 года. Похоронен на Смоленском евангелическом кладбище.